# João José da Costa
João José da Costa OCarm (* 24. Juni 1958 in Lagarto) ist ein brasilianischer Ordensgeistlicher und emeritierter römisch-katholischer Erzbischof von Aracaju.

## Leben
João José da Costa trat der Ordensgemeinschaft der Karmeliten bei, legte die Profess am 19. Januar 1986 ab und empfing am 12. Dezember 1992 die Priesterweihe.
Papst Benedikt XVI. ernannte ihn am 7. Januar 2009 zum Bischof von Iguatu. Der Erzbischof von Aracaju, José Palmeira Lessa, spendete ihm am 19. März desselben Jahres die Bischofsweihe; Mitkonsekratoren waren Mário Rino Sivieri, Bischof von Propriá, und Paulo Cardoso da Silva OCarm, Bischof von Petrolina.
Am 5. November 2014 ernannte ihn Papst Franziskus zum Koadjutorerzbischof von Aracaju. Mit dem altersbedingten Rücktritt José Palmeira Lessas am 18. Januar 2017 folgte er diesem als Erzbischof von Aracaju nach.
Papst Franziskus nahm am 19. Juli 2023 sein vorzeitiges Rücktrittsgesuch an.